# Campionati europei di atletica leggera 2024 - 400 metri piani maschili
La gara dei 400 metri piani maschili dei campionati europei di atletica leggera 2024 si è svolta tra l'8 e il 10 giugno allo Stadio Olimpico di Roma, in Italia.

## Podio
| Pos.    | Atleta              | Nazionalità   | Tempo |
| ------- | ------------------- | ------------- | ----- |
| Oro     | Alexander Doom      | Belgio        | 44"15 |
| Argento | Charles Dobson      | Gran Bretagna | 44"38 |
| Bronzo  | Liemarvin Bonevacia | Paesi Bassi   | 44"88 |

## Situazione pre-gara

### Record
Prima di questa competizione, il record del mondo, il record europeo e il record dei campionati erano i seguenti.
| Record                | Prestazione | Atleta                             | Data e luogo                           | Competizione                |
| --------------------- | ----------- | ---------------------------------- | -------------------------------------- | --------------------------- |
| Record mondiale       | 43"03       | Wayde van Niekerk Sudafrica        | 14 agosto 2016 Rio de Janeiro, Brasile | Giochi della XXXI Olimpiade |
| Record europeo        | 44"07       | Matthew Hudson-Smith Gran Bretagna | 30 maggio 2024 Oslo, Norvegia          | Bislett Games 2024          |
| Record dei campionati | 44"52       | Iwan Thomas Gran Bretagna          | 21 agosto 1998 Budapest, Ungheria      | Campionati europei 1998     |

### Campioni in carica
I campioni europei in carica erano:
| Campione       | Atleta                             | Prestazione | Data e luogo                               | Competizione                   |
| -------------- | ---------------------------------- | ----------- | ------------------------------------------ | ------------------------------ |
| Europeo        | Matthew Hudson-Smith Gran Bretagna | 44"53       | 17 agosto 2022 Monaco di Baviera, Germania | Campionati europei 2022        |
| Europeo indoor | Karsten Warholm Norvegia           | 45"35(i)    | 4 marzo 2023 Istanbul, Turchia             | Campionati europei indoor 2023 |

### La stagione
Prima di questa gara, gli atleti con le migliori tre prestazioni europee dell'anno erano:
| Pos. | Atleta                             | Prestazione | Data e luogo                      |
| ---- | ---------------------------------- | ----------- | --------------------------------- |
| 1    | Matthew Hudson-Smith Gran Bretagna | 44"07       | 30 maggio 2024 Oslo, Norvegia     |
| 2    | Alexander Doom Belgio              | 44"44       | 28 maggio 2024 Ostrava, Rep. Ceca |
| 3    | Charles Dobson Gran Bretagna       | 44"46       | 15 maggio 2024 Savona, Italia     |

## Risultati

### Batterie di qualificazione
Le batterie di qualificazione si sono tenute l'8 giugno a partire dalle ore 11:45.
Passano alle semifinali i primi quattordici più veloci (q).
I 12 atleti che al 30 maggio hanno registrato le migliori prestazioni europee secondo la Road to Rome, insieme al possessore della Wild Card (campione europeo in carica) accedono direttamente ai turni di semifinale, salvo rinuncia o mancata conferma alla partecipazione alla manifestazione.

#### Batteria 1
| Pos | Corsia | Atleta                | Nazionalità | Tempo | Note |
| --- | ------ | --------------------- | ----------- | ----- | ---- |
| 1   | 8      | Jonathan Sacoor       | Belgio      | 45"50 | q    |
| 2   | 7      | Edoardo Scotti        | Italia      | 45"59 | q    |
| 3   | 4      | Téo Aandant           | Francia     | 45"65 | q    |
| 4   | 5      | Christopher O'Donnell | Irlanda     | 45"69 | q    |
| 5   | 3      | Karol Zalewski        | Polonia     | 45"80 | q    |
| 6   | 2      | Ricky Petrucciani     | Svizzera    | 45"90 | q    |
| 7   | 6      | Matěj Krsek           | Rep. Ceca   | 46"69 |      |
| -   | 9      | Zoltán Wahl           | Ungheria    | dnf   |      |

#### Batteria 2
| Pos | Corsia | Atleta              | Nazionalità   | Tempo | Note                                     |
| --- | ------ | ------------------- | ------------- | ----- | ---------------------------------------- |
| 1   | 3      | Lionel Spitz        | Svizzera      | 45"37 | q                                        |
| 2   | 4      | Omar Elkhatib       | Portogallo    | 45"80 | q                                        |
| 3   | 6      | Alex Haydock-Wilson | Gran Bretagna | 46"04 |                                          |
| 4   | 7      | Riccardo Meli       | Italia        | 46"17 | Miglior prestazione personale stagionale |
| 5   | 9      | Marc Koch           | Germania      | 46"18 |                                          |
| 6   | 5      | Boško Kijanović     | Serbia        | 46"39 |                                          |
| 7   | 8      | Patrik Šorm         | Rep. Ceca     | 46"40 |                                          |
| 8   | 2      | Šimon Bujna         | Slovacchia    | 46"52 |                                          |

#### Batteria 3
| Pos | Corsia | Atleta                  | Nazionalità | Tempo | Note |
| --- | ------ | ----------------------- | ----------- | ----- | ---- |
| 1   | 3      | Luca Sito               | Italia      | 45"12 | q    |
| 2   | 4      | David Sombé             | Francia     | 45"45 | q    |
| 3   | 6      | Rok Ferlan              | Slovenia    | 45"52 | q    |
| 4   | 5      | Dylan Borlée            | Belgio      | 45"62 | q    |
| 5   | 7      | Gustav Lundholm Nielsen | Danimarca   | 45"84 | q    |
| 6   | 9      | Andreas Grimerud        | Norvegia    | 45"90 | q =  |
| 7   | 8      | Pavel Maslák            | Rep. Ceca   | 47"99 |      |

### Semifinali
Le semifinali si sono tenute il 9 giugno a partire dalle ore 20:38.
Passano alla finale i primi due atleti di ogni batteria (Q) e i successivi due atleti più veloci (q).

#### Semifinale 1
| Pos | Corsia | Atleta                    | Nazionalità | Tempo | Note                                     |
| --- | ------ | ------------------------- | ----------- | ----- | ---------------------------------------- |
| 1   | 5      | Luca Sito                 | Italia      | 44"75 | Q                                        |
| 2   | 4      | Jonathan Sacoor           | Belgio      | 44"99 | Q                                        |
| 3   | 8      | Attila Molnár             | Ungheria    | 45"04 | q                                        |
| 4   | 6      | Håvard Bentdal Ingvaldsen | Norvegia    | 45"37 | Miglior prestazione personale stagionale |
| 5   | 7      | Oleksandr Pohorilko       | Ucraina     | 45"41 |                                          |
| 6   | 3      | Ricky Petrucciani         | Svizzera    | 45"47 | Miglior prestazione personale stagionale |
| 7   | 2      | Rok Ferlan                | Slovenia    | 45"63 |                                          |
| 8   | 9      | Téo Andant                | Francia     | 45"72 |                                          |

#### Semifinale 2
| Pos | Corsia | Atleta                  | Nazionalità   | Tempo | Note                                     |
| --- | ------ | ----------------------- | ------------- | ----- | ---------------------------------------- |
| 1   | 8      | Charles Dobson          | Gran Bretagna | 44"65 | Q                                        |
| 2   | 5      | Jean Paul Bredau        | Germania      | 45"03 | Q                                        |
| 3   | 9      | Lionel Spitz            | Svizzera      | 45"28 | q                                        |
| 4   | 6      | João Coelho             | Portogallo    | 43"36 | (.354)                                   |
| 5   | 4      | David Sombé             | Francia       | 45"36 | (.357)                                   |
| 6   | 7      | Dylan Borlée            | Belgio        | 45"46 | Miglior prestazione personale stagionale |
| 7   | 2      | Gustav Lundholm Nielsen | Danimarca     | 46"01 |                                          |
| 8   | 3      | Andreas Grimerud        | Norvegia      | 46"25 |                                          |

#### Semifinale 3
| Pos | Corsia | Atleta                | Nazionalità   | Tempo | Note  |
| --- | ------ | --------------------- | ------------- | ----- | ----- |
| 1   | 5      | Alexander Doom        | Belgio        | 44"87 | Q     |
| 2   | 6      | Liemarvin Bonevacia   | Paesi Bassi   | 45"17 | Q     |
| 3   | 9      | Omar Elkhatib         | Portogallo    | 45"65 |       |
| 4   | 8      | Gilles Biron          | Francia       | 45"91 |       |
| 5   | 4      | Edoardo Scotti        | Italia        | 45"92 |       |
| 6   | 7      | Manuel Sanders        | Germania      | 46"03 |       |
| 7   | 2      | Alex Haydock-Wilson   | Gran Bretagna | 46"05 |       |
| -   | 3      | Christopher O'Donnell | Irlanda       | dq    | [ 3 ] |

### Finale
La finale si è tenuta il 10 giugno alle ore 21:40.
| Pos     | Corsia | Atleta              | Nazionalità   | Tempo | Note                                     |
| ------- | ------ | ------------------- | ------------- | ----- | ---------------------------------------- |
| Oro     | 8      | Alexander Doom      | Belgio        | 44"15 | Record dei campionati                    |
| Argento | 6      | Charles Dobson      | Gran Bretagna | 44"38 | Miglior prestazione personale            |
| Bronzo  | 9      | Liemarvin Bonevacia | Paesi Bassi   | 44"88 | Miglior prestazione personale stagionale |
| 4       | 5      | Jonathan Sacoor     | Belgio        | 44"98 | Miglior prestazione personale            |
| 5       | 7      | Luca Sito           | Italia        | 45"04 |                                          |
| 6       | 3      | Attila Molnár       | Ungheria      | 45"07 |                                          |
| 7       | 4      | Jean Paul Bredau    | Germania      | 45"11 |                                          |
| 8       | 2      | Lionel Spitz        | Svizzera      | 45"69 |                                          |